# Таанила, Мика
Мика Таанила (фин. Mika Taanila; 22 мая 1965, Хельсинки, Финляндия) — финский кинорежиссёр, художник, специалист в области видео-инсталляций и экспериментального кино и музыкант. Лауреат крупнейшей финской художественной премии «Ars Fennica—2015». Его фильм  «Будущее стало другим» (англ. The Future Is Not What It Used To Be) демонстрировался на открытии 50-й Венецианской биеннале.

## Биография

#### Музыкальное творчество
C 1980 по 1987 год Таанила выступал под псевдонимом Musiikkivyöry («Музыкальная лавина»). Он создавал экспериментальную электронную и нойз музыку. Параллельно, с 1982 года, он был участником пост-панк дуэта Swissair.

## Фильмография
- My Silence (2013, 15 min, video)
- Six Day Run (2013, 15 min, DCP)
- The Most Electrified Town In Finland (2012, 15 min, 3 x HD)
- The Zone of Total Eclipse (2006, 6 min, 2 x 16mm)
- Optical Sound (2005, 6 min, 35 mm)
- The Future Is Not What It Used To Be (2002, 52 min, 35 mm)
- A Physical Ring (2002, 4 min, 35 mm)
- RoboCup99 (2000, 25 min, 35 mm)
- Futuro — A New Stance For Tomorrow (1998, 29 min, 35 mm)
- Thank You For The Music — A Film About Muzak (1997, 24 min, 35mm)
- The Double – Russian industrial music and low tech videos (1993)

## Дискография
| Год  | Название                         | Лейбл                     | Комментарий                                                                                          |
| ---- | -------------------------------- | ------------------------- | --- |
| 1985 | Five easy pieces for a do-a-loop | самоиздание               | Записано вместе с Harri S. Tuominen                                                                  |
| 2009 | Musiikkivyöry: Tulemme sokeiksi  | Ektro Records (ektro-059) | Переиздание ранних записей, сделанных в 1981 году.                                                   |
| 2014 | Stimulus Progression             | apparent extent (AE020)   | |
| 2021 | Mika Taanila: Cleaning Tape      | Ruton Music (RUT-045)     | Сборник эмбиент и нойз записей, сделанных для инсталляций и видео-работ Таанилы в 2015 - 2021 годах. |